# The Horror Show at Extreme Rules
The Horror Show at Extreme Rules – gala wrestlingu wyprodukowana przez federację WWE dla zawodników z brandów Raw i SmackDown. Odbyła się 19 lipca 2020 w WWE Performance Center w Orlando w stanie Floryda, opocz walki wieczoru która została nagrana w nieznanej lokalizacji około dwie godziny poza Orlando w dniach 16–17 lipca. Emisja była przeprowadzana na żywo za pośrednictwem WWE Network oraz w systemie pay-per-view. Była to dwunasta gala w chronologii cyklu Extreme Rules.
Na gali odbyło się siedem walk, w tym jedna podczas pre-show. W walce wieczoru, Bray Wyatt, który powrócił jako jego stara postać przywódcy kultowego The Wyatt Family, pokonał Brauna Strowmana w Wyatt Swamp Fightcie, który był cinematic matchem. W przedostatniej walce, Drew McIntyre pokonał Dolpha Zigglera broniąc WWE Championship w Extreme Rules matchu w którym stypulacja dotyczyła tylko Zigglera; McIntyre musiał walczyć zasadach Singles matchu. W innych ważnych walkach, Seth Rollins pokonał Reya Mysterio w Eye for an Eye matchu oraz Cesaro i Shinsuke Nakamura pokonali The New Day (Big E i Kofiego Kingstona) w Tables matchu zdobywając SmackDown Tag Team Championship.

## Produkcja
The Horror Show at Extreme Rules oferowało walki profesjonalnego wrestlingu z udziałem wrestlerów należących do brandów Raw i SmackDown. Oskryptowane rywalizacje (storyline’y) kreowane są podczas cotygodniowych gal Raw i SmackDown. Wrestlerzy są przedstawieni jako heele (negatywni, źli zawodnicy i najczęściej wrogowie publiki) i face’owie (pozytywni, dobrzy i najczęściej ulubieńcy publiki), którzy rywalizują pomiędzy sobą w seriach walk mających budować napięcie. Kulminacją rywalizacji jest walka wrestlerska lub ich seria.

### Wpływ COVID-19
W wyniku pandemii COVID-19, WWE zaczęło prezentować większość swoich programów na Raw i SmackDown bez realnej publiczności odbywających się w WWE Performance Center w Orlando w stanie Floryda od połowy marca, chociaż pod koniec maja, WWE zaczęło wykorzystywać stażystów Performance Center jako publiczność na żywo, która została rozszerzona na przyjaciół i członków rodziny wrestlerów w połowie czerwca. Był to również ostatni WWE Pay-Per-View głównego rosteru, który odbył się w WWE Performance Center przed przejściem do WWE ThunderDome pod koniec sierpnia. Extreme Rules pierwotnie miało odbyć się 19 lipca w SAP Center w San Jose w stanie Kalifornia. Jednak 17 marca hrabstwo Santa Clara wydało nakaz pozostania w domu na czas nieokreślony, a 19 marca cały stan Kalifornia. SAP Center wydało następnie pod koniec czerwca oficjalne oświadczenie, że nie będzie gospodarzem Extreme Rules 2020, ale zamiast tego będzie gospodarzem gali w 2021 roku. SAP Center ogłosiło również, że nie będzie zwrotów (chyba że w ciągu 60 dni nie zostanie ustalona nowa data), ale zakupione bilety będą honorowane na kolejną galę w 2021 roku. Jednak 9 lipca 2021 roku WWE ogłosiło, że gala 2021 odbędzie się 26 września, a zamiast tego odbędzie się w Nationwide Arena w Columbus w stanie Ohio, co było pierwotnie zaplanowaną datą i miejscem tegorocznego Clash of Champions.

### Rywalizacje
Po tym, jak w WWE Superstar Shake-up 2018 został przeniesiony na Raw z NXT, Drew McIntyre sprzymierzył się z Dolphem Zigglerem. Chociaż zespół odniósł sukces wygrywając Raw Tag Team Championship, ostatecznie się rozpadł. Ziggler został przeniesiony na SmackDown w następnym roku, podczas gdy McIntyre pozostał na Raw i wygrał WWE Championship na części 2 WrestleManii 36 na początku 2020 roku. 22 czerwca na odcinku Raw, Mcintyre został przerwany przez Zigglera, który został przeniesiony na Raw. Ziggler wspólnie omówił swoją historię, przypisując sobie zasługi dla sukcesu McIntyre’a i stwierdził, że McIntyre jest mu winien walkę o tytuł mistrzowski. McIntyre, zauważając, że potrzebuje przeciwnika na Extreme Rules, przypomniał Zigglerowi, że to on dał mu przydomek "Scottish Psychopath" i zapytał, czy Ziggler nadal chce walki o tytuł, a Ziggler to potwierdził. Podczas podpisywania kontraktu w następnym tygodniu, McIntyre powiedział Zigglerowi, że może wybrać stypulację walki. Ziggler zdecydował się poczekać do samej gali z ujawnieniem stypulacji.
22 czerwca na odcinku Raw, po zachowaniu WWE Women’s Tag Team Championship, współmistrzyni Sasha Banks wyzwała Asukę na walkę o Raw Women’s Championship, które Asuka zaakceptowała, a walka została zabookowana na Extreme Rules. Chociaż Banks jest wrestlerką SmackDown, ona i jej partnerka Bayley mogą pojawić się w każdej tygodniówce, ponieważ Women’s Tag Team Championship jest dzielone między Raw, SmackDown i NXT.
19 czerwca na odcinku SmackDown, Nikki Cross zaatakowała WWE Women’s Tag Team Championki Bayley i Sashę Banks, co doprowadziło do walki pomiędzy Cross i Banks, którą Cross przegrała. W następnym tygodniu Cross wygrała Fatal 4-Way match zdobywając walkę o SmackDown Women’s Championship przeciwko Bayley na Extreme Rules.
Na Money in the Bank Braun Strowman obronił Universal Championship przeciwko Brayowi Wyattowi. Wyatt powrócił 19 czerwca na odcinku SmackDown w segmencie Firefly Fun House, który został przerwany przez Strowmana, który oświadczył, że Wyatt miał szansę na Money in the Bank, ale mu się nie udało. Wyatt stwierdził, że ich rywalizacja dopiero się zaczyna, zanim pojawił się jako jego stara postać przywódcy kultowego The Wyatt Family. Wyatt powiedział, że muszą zrobić krok w tył, zanim będą mogli ruszyć do przodu, i stwierdził, że odkąd stworzył Strowmana, jego zadaniem jest zniszczenie go. W następnym tygodniu, Strowman opowiedział, jak początkowo dołączył do Wyatta, recytując historię o ich pobycie w posiadłości Wyatta na bagnach Florydy. Strowman następnie wyzwał Wyatta, aby wrócił na bagna na walkę, a walka bez tytułu na szali pomiędzy nimi, nazwany Wyatt Swamp Fight, została zaplanowana na Extreme Rules.
11 maja na odcinku Raw, Rey Mysterio i Aleister Black pokonali Setha Rollinsa i Murphy’ego przez dyskwalifikację. Po walce rozwścieczony Rollins użył narożnika stalowych schodów, by przebić oko Mysterio, zmusząjac Mysterio do wzięcia sobie przerwy od występów. W tym czasie syn Mysterio, Dominik, próbował przeciwstawić się Rollinsowi wbrew życzeniom Mysterio. 22 czerwca, Rollins próbował przebić oko Dominika, ale nie powiodło mu się. Mysterio następnie wyzwał Rollinsa na walkę na Extreme Rules. 6 lipca, Mysterio i Kevin Owens pokonali Rollinsa i Murphy’ego w Tag Team matchu, pozwalając Mysterio wybrać warunki do ich walki na Extreme Rules; Mysterio wybrał Eye for an Eye match. WWE potwierdziło później, że aby wygrać walkę, jeden zawodnik musi wydłubać oko swojemu przeciwnikowi.
15 czerwca na odcinku Raw, MVP skontaktował się z United States Championem Apollo Crewsem i powiedział mu, że potrzebuje menedżera, jeśli chce kontynuować swoje panowanie mistrzowskie, ale Crews odrzucił ofertę. W następnym tygodniu, MVP ponownie próbował przekonać Crewsa do przyłączenia się, ale Crews ponownie odmówił. Następnie MVP pokonał Crews w non-title matchu 29 czerwca. Po walce, Crews zaatakował MVP, którego uratował Bobby Lashley, który brutalnie zastosował Full Nelson na Crewsie. W następnym tygodniu, MVP zaprezentował nowy wygląd pasa mistrzowskiego United States Championship i oświadczył, że zmierzy się z Crewsem o tytuł na Extreme Rules.

## Wyniki walk
| Nr                                                                   | Wyniki                                                                           | Stypulacje | Czas  |
| -------------------------------------------------------------------- | -------------------------------------------------------------------------------- | --- | ----- |
| 1P                                                                   | Kevin Owens pokonał Murphy’ego                                                   | Singles match | 8:55  |
| 2                                                                    | Cesaro i Shinsuke Nakamura pokonali The New Day (Big E i Kofiego Kingstona) (c)  | Tables match o WWE SmackDown Tag Team Championship | 10:25 |
| 3                                                                    | Bayley (c) (z Sashą Banks) pokonała Nikki Cross (z Alexą Bliss)                  | Singles match o WWE SmackDown Women’s Championship | 12:20 |
| 4                                                                    | Seth Rollins pokonał Reya Mysterio                                               | Eye for an Eye match | 18:05 |
| 5                                                                    | Asuka (c) (z Kairi Sane) vs. Sasha Banks (z Bayley) zakończyło się bez rezultatu | Singles match o WWE Raw Women’s Championship | 20:00 |
| 6                                                                    | Drew McIntyre (c) pokonał Dolpha Zigglera                                        | Extreme Rules match o WWE Championship Stypulacja Extreme Rules dotyczy tylko Zigglera; McIntyre musi walczyć na zasadach Singles matchu. Jeśli McIntyre zostanie zdyskwalifikowany lub odliczony, straci tytuł. | 15:25 |
| 7                                                                    | Bray Wyatt pokonał Brauna Strowmana                                              | Wyatt Swamp Fight | 18:00 |
| (c) – mistrz/mistrzyni przed walkąP – walka miała miejsce w pre-show |                                                                                  | |       |